# لورين هاريس
لورين هاريس (بالإنجليزية: Lauren Harris)‏ هي مغنية وممثلة بريطانية، ولدت في 6 يوليو 1984 في لندن في المملكة المتحدة.

## وصلات خارجية
- لورين هاريس على موقع IMDb (الإنجليزية)
- لورين هاريس على موقع ميوزك برينز (الإنجليزية)
- لورين هاريس على موقع ديسكوغز (الإنجليزية)
- لورين هاريس على موقع قاعدة بيانات الفيلم (الإنجليزية)